# Aviation Québec
 (août 2010).
Si vous disposez d'ouvrages ou d'articles de référence ou si vous connaissez des sites web de qualité traitant du thème abordé ici, merci de compléter l'article en donnant les références utiles à sa vérifiabilité et en les liant à la section « Notes et références ».
Aviation Québec est un magazine québécois sur l'aviation destiné principalement aux pilotes et est consacré à l'industrie aéronautique au Québec. Il est édité par SM Médias, qui publie également La Presse Nautique et Sports Motorisés.
Le magazine couvre divers aspects de l'aviation, notamment l'aviation générale, commerciale et militaire, ainsi que les innovations technologiques et les événements marquants du secteur. Il s'adresse aux professionnels de l'industrie, aux passionnés d'aviation et à tous ceux intéressés par le domaine aéronautique.
Parmi les contributeurs réguliers, on retrouve des experts tels que Serge Métivier, caricaturiste québécois et musicien, qui collabore avec le magazine depuis 2005.